# Игуманија Нина (Симић)
Нина (световно Невенка Симић; Лелић код Ваљева, 16. јул 1933) монахиња је Српске православне цркве и старешина Манастира Пустиње.

## Биографија
Игуманија Нина (Симић) рођена је 16. јула 1933. године у селу Лелићу код Ваљева, од угледних и побожних родитеља. Приликом крштења је добила име Невенка. Основну школу је завршила у Лелићу.
Свој монашки пут започиње 1950. године када долази у Манастир Рајиновац код Гроцке где је и замонашена 22. јуна 1956. године од стране патријарха српског Викентија Проданова добивши монашко име Нина, ту остаје све до 1983. године када прелази у Епархију ваљевску.
У Манастир Пустињу код села Поћута долази 1983. године а након упокојења старешине манастира игуманије мати Пелагије 2. новембра 2008. године а одлуком епископа ваљевскога Милутина Кнежевића изабрана је за нову игуманија манастира где је на челу овога сестринством 25. година.